# Butler (Dakota du Sud)
Pour les articles homonymes, voir Butler.
Butler est une municipalité américaine située dans le comté de Day, dans l'État du Dakota du Sud. Selon le recensement de 2010, elle compte 17 habitants. La municipalité s'étend sur 0,29 milles carrés (0,75 km2).
La localité, fondée en 1887, doit son nom à Harrison Butler, qui céda une partie de ses terres au chemin de fer pour la création de la ville.

## Démographie
| 1910 | 1920 | 1930 | 1940 | 1950 | 1960 |
| ---- | ---- | ---- | ---- | ---- | ---- |
| 162  | 156  | 184  | 153  | 109  | 62   |

| 1970 | 1980 | 1990 | 2000 | 2010 | - |
| ---- | ---- | ---- | ---- | ---- | - |
| 38   | 22   | 17   | 17   | 17   | - |